# Тамулянис, Варда Гамлетовна
Варда Гамлетовна Тамулянис (Вардануш Мкртчан) (род. 20 февраля 1983, Симферополь, УССР, СССР) — российская баскетболистка, выступавшая в амплуа центрового. Неоднократный призёр многих международных соревнований в составе молодёжных сборных России по баскетболу. Мастер спорта России международного класса.

## Биография
Стала заниматься баскетболом в 10 лет, в московской баскетбольной школе «Тринта» у Равиля Черементьева. Из воспоминаний тренера:

Могли бы назвать символическую сборную своих воспитанников?
… Женщины - Таня Щеголева, Лена Мосолова, Юлия Бердникова, Катя Сытняк, Варда Тамулянис.

В 1998 году получила приглашение в сборную России на Всемирные юношеские игры. В той команде была самая юная, сыграв 4 матча из 5. В этом же году подписала первый профессиональный контракт с московской «Глорией-МИИТ», выступавшей в подэлитном дивизионе.
В 2000 году в составе сборной выиграла юниорский чемпионат Европы в Польше, выходя на площадку во всех играх команды. Затем переехала в США, где училась в Джорджтаунском университете, попутно играя за местную студенческую команду. В сезоне 2003/04 была признана самым прогрессирующим игроком университета. Двукратный участник мировых форумов в своей возрастной категории: серебряный призёр юниорского чемпионата мира в Чехии, на молодёжном чемпионате мира в Хорватии сборная заняла 6-е место, а Тамулянис была лучшая в команде по подборам (7,0).
После окончания обучения в университете осталась в США заниматься менеджерской и тренерской работой. Стала работать в спортивных клубах Нью-Йорка.
В 2006 году вернулась в Россию сначала в подмосковное «Динамо», затем в московское. После окончания карьеры в 2008 году вошла в штаб администрации женского клуба ЦСКА, при этом являясь спортивным агентом Людмилы Саповой, Екатерины Лисиной, Эдвиж Лоусон.
В 2009 году была героиней в ток-шоу на Первом канале «Модный приговор» .

## Достижения
- Серебряный призёр чемпионата мира среди юниорок: 2001
- Чемпион Европы среди юниорок: 2000
- Победитель Всемирных юношеских игр: 1998
- Полуфиналист Кубка Европы ФИБА: 2007